# Фридрих Вильгельм Шлезвиг-Гольштейн-Зондербург-Глюксбургский
Фридрих Вильгельм Пауль Леопольд Шлезвиг-Гольштейн-Зондербург-Глюксбургский (нем. Friedrich Wilhelm Paul Leopold von Schleswig-Holstein-Sonderburg-Glücksburg; 4 января 1785, Липовина, Варминско-Мазурское воеводство — 17 февраля 1831, Замок Готторп, Шлезвиг-Гольштейн) — первый герцог из младшей ветви династии Ольденбургов и основатель династии, которая включает в себя королевские дома Дании, Греции, Норвегии и Великобритании.
Фридрих Вильгельм был дедом Александры Датской и Марии Фёдоровны, императрицы России. И впоследствии предком современной британской королевской семьи, в том числе Елизаветы II и её мужа, принца-консорта Филиппа, герцога Эдинбургского.

## Жизнь
Фридрих Вильгельм родился в Линденау в семье Фридриха Карла Людвига, герцога Шлезвиг-Гольштейн-Зондербург-Бекского и графини Фридерики фон Шлибен. Он был их третьим и последним ребёнком и стал наследником своего отца по принципу первородства по мужской линии.
25 марта 1816 года Фридрих Вильгельм наследовал своему отцу как герцог Шлезвиг-Гольштейн-Зондербург-Бекский. 6 июля 1825 года он стал герцогом Глюксбургским, что повлекло за собой и изменение его титула. Умер на 47 году жизни 17 февраля 1831 года в замке Готторп (город Шлезвиг). Похоронен на кладбище в Шлезвиге.

## Брак и дети
26 января 1810 года Фридрих Вильгельм вступил в брак с Луизой Каролиной Гессен-Кассельской, внучкой Фредерика V Датского. У Фридриха Вильгельма и Луизы Каролины было десять детей:
- Луиза Мария Фридерика (23 октября 1810 — 11 мая 1869), в первом браке (1837) была замужем за графом Фридрихом фон Ласпергом, во втором (1846) — за графом Альфредом фон Гогенталем;
- Фридерика Каролина Юлиана (9 октября 1811 — 10 июля 1902), была замужем за Александром Карлом, герцогом Ангальт-Бернбургским;
- Карл (30 сентября 1813 — 24 октября 1878), был женат на Вильгельмине Марии Датской;
- Фридрих (23 октября 1814 — 27 ноября 1885), был женат на Адельгейде, принцессе Шаумбург-Липпе;
- Вильгельм (10 апреля 1816 — 5 сентября 1893).
- Кристиан (8 апреля 1818 — 29 января 1906), король Дании Кристиан IX, был женат на Луизе Гессен-Кассельской;
- Луиза (18 ноября 1820 — 30 ноября 1894), аббатиса Итцехо;
- Юлий (14 октября 1824 — 1 июня 1903), был женат на Элизабет фон Цигсар;
- Иоганн (5 декабря 1825 — 27 мая 1911), принц Шлезвиг-Гольштейн-Зондербург-Глюксбургский, регент Греции во время путешествия короля Греции Георга I по европейским странам (апрель-ноябрь 1867);
- Николаус (22 декабря 1828 — 18 августа 1849), погиб в Вене из-за несчастного случая[8].